# Église Notre-Dame de Chamalières
L'église Notre-Dame de Chamalières est une ancienne collégiale catholique située à Chamalières, dans le département du Puy-de-Dôme, en France. Elle est classée au titre des monuments historiques en 1840.

## Historique
Les origines de l'occupation religieuse du lieu sont anciennes. Au VIIe siècle, le comte d'Auvergne et l'évêque de Clermont fondent une communauté monastique féminine, sous une règle faite d'emprunts aux grandes règles alors en vigueur (Benoît, Césaire, Colomban). Plusieurs autres églises s'installent à l'entour. Au Xe siècle, une église Notre-Dame est occupée par seize chanoines réguliers. Elle accueille aussi une paroisse à partir du XIIe siècle.
L'édifice actuel repose sur des vestiges gallo-romains, mais ne semble pas avoir remplacé une église plus ancienne. 
Il s'agit d'un édifice roman, dont la partie la plus ancienne (la nef, le narthex et le massif occidental) remonte à la fin du Xe siècle. Il s'agit de l'un des premiers exemples de construction romane en Auvergne.
Cette datation a été contestée par Anne Courtillé et L. Cabrero-Ravel comme le rappel Patrick Perry au Congrès archéologique de France. 158e session tenu à Paris en 2000. La date la plus probable retenue est milieu du  XIe  siècle.
L'église a été agrandie au XIIe siècle ; de cette époque datent le chevet, avec ses quatre chapelles rayonnantes, le porche et les voûtes de l'ensemble.
Le clocher octogonal a été édifié au XIXe siècle pour remplacer l'ancien clocher détruit à la Révolution. Dans les années 1920 une importante restauration cherche à redonner au massif occidental l'aspect de sa tribune d'origine, le modifiant assez profondément.
L'église a été classée comme monument historique en 1840.

## Description
L'église est construite en arkose de couleur blonde, mélangée avec de la pierre volcanique noire ou grise.
Sur le sol, on peut observer la présence de cinquante-trois pierres tombales. La plus ancienne est datée de 1281 et la plus récente de 1803.
L'église conserve plusieurs intéressants chapiteaux sculptés romans.

## Mobilier
- Confessionnal du XVIIe siècle.